# 街角コンサート (松本)
街角コンサートとは、長野県松本市で行われている野外音楽祭である。小中高生・大学生・市民によって開催されている。

## 沿革
『「セイジ・オザワ 松本フェスティバル」開催中に、市民による演奏も楽しんでもらおう』という趣旨のもと、2003年に花時計公園を中心会場としてスタート。